# Tomtarnas vaktparad
Ej att förväxla med Marches militaires av Franz Schubert.
Tomtarnas vaktparad (i original Heinzelmännchens Wachtparade) är en marsch komponerad av Kurt Noack. Den komponerades år 1912, och är hans mest kända verk.
I Sverige används titeln också, helt felaktigt, ibland om Franz Schuberts Marche militaire (militärmarsch) som förekommer i Disneyfilmen I jultomtens verkstad.